# Andreas Hermann Heinrich von Rosen

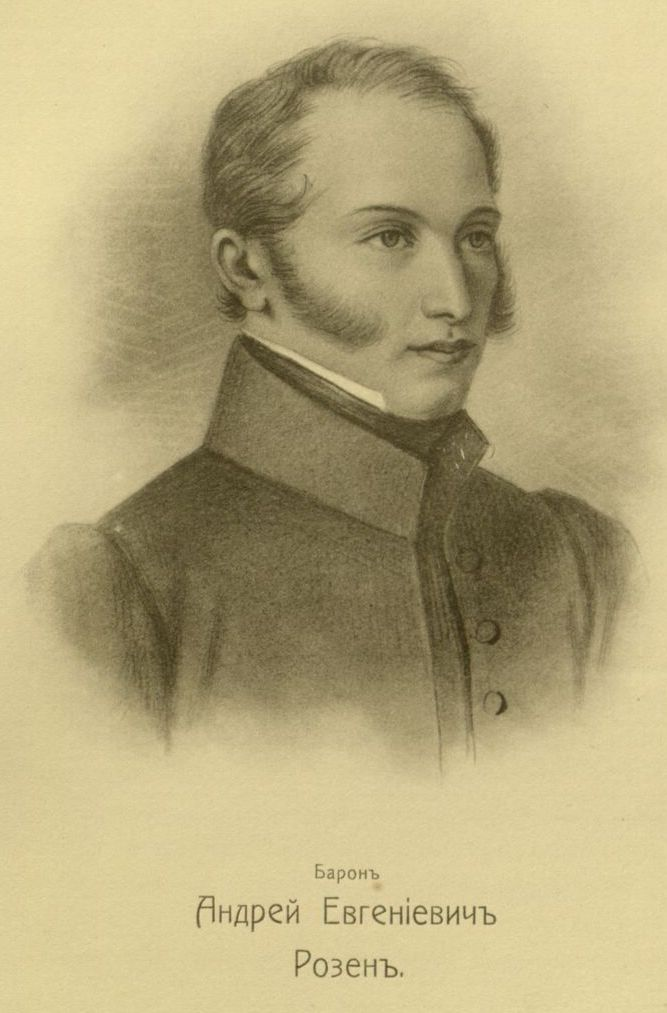
Andreas von Rosen

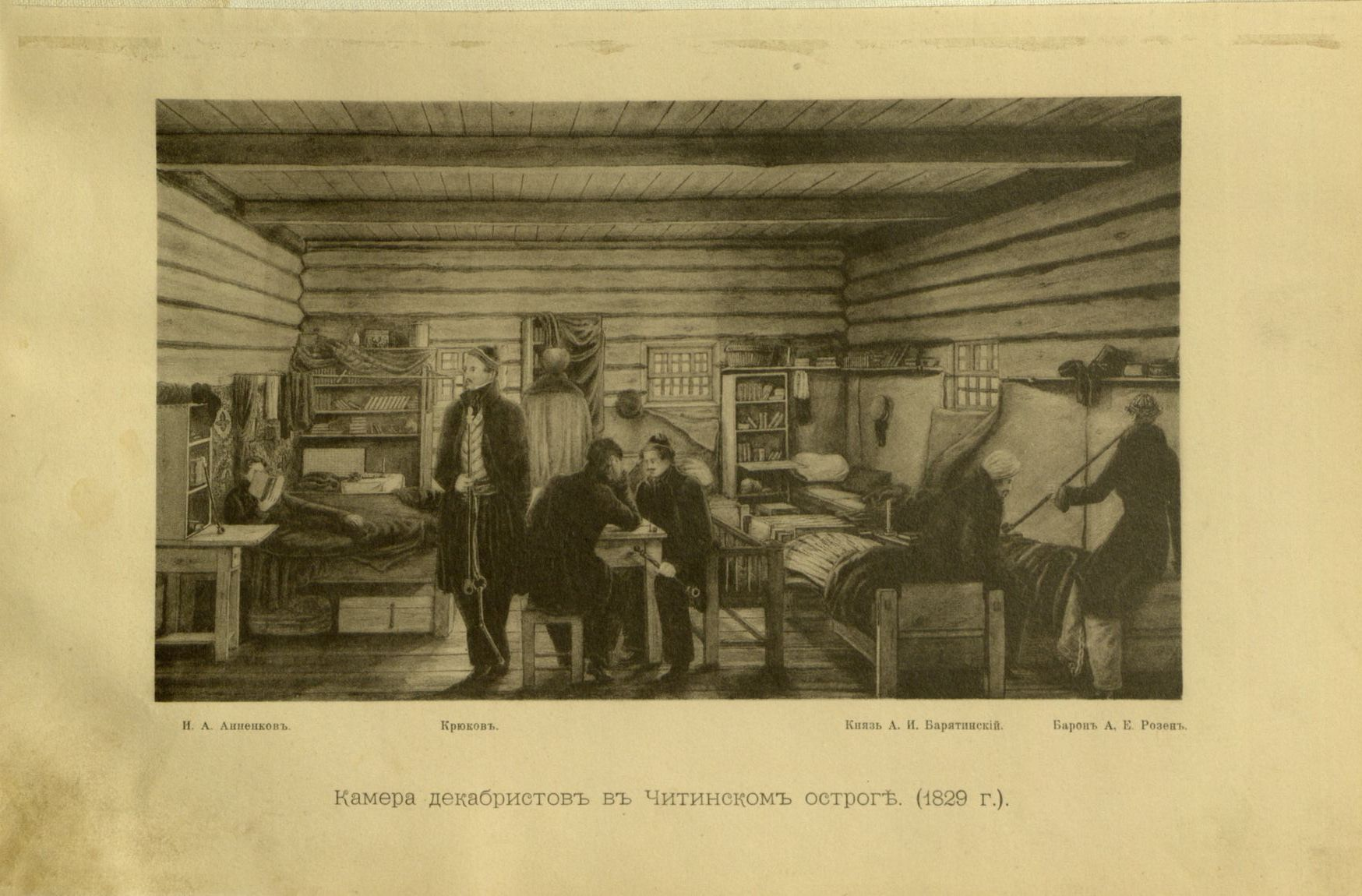
Anno 1829: Zelle im Ostrog Tschita: Andreas von Rosen ganz rechts im Bild, Tabakspfeife rauchend

Baron Andreas Hermann Heinrich von Rosen (russisch Андрей Евгеньевич Розен, wiss. Transliteration Andrej Evgen'evič Rozen; * 3. Novemberjul. / 14. November 1799greg. auf Gut Mehntack, Kreis Ost-Wierland; † 19. Apriljul. / 1. Mai 1884greg. in Okino, Gouvernement Charkow) war ein russischer Leutnant, Dekabrist und Schriftsteller.

## Leben

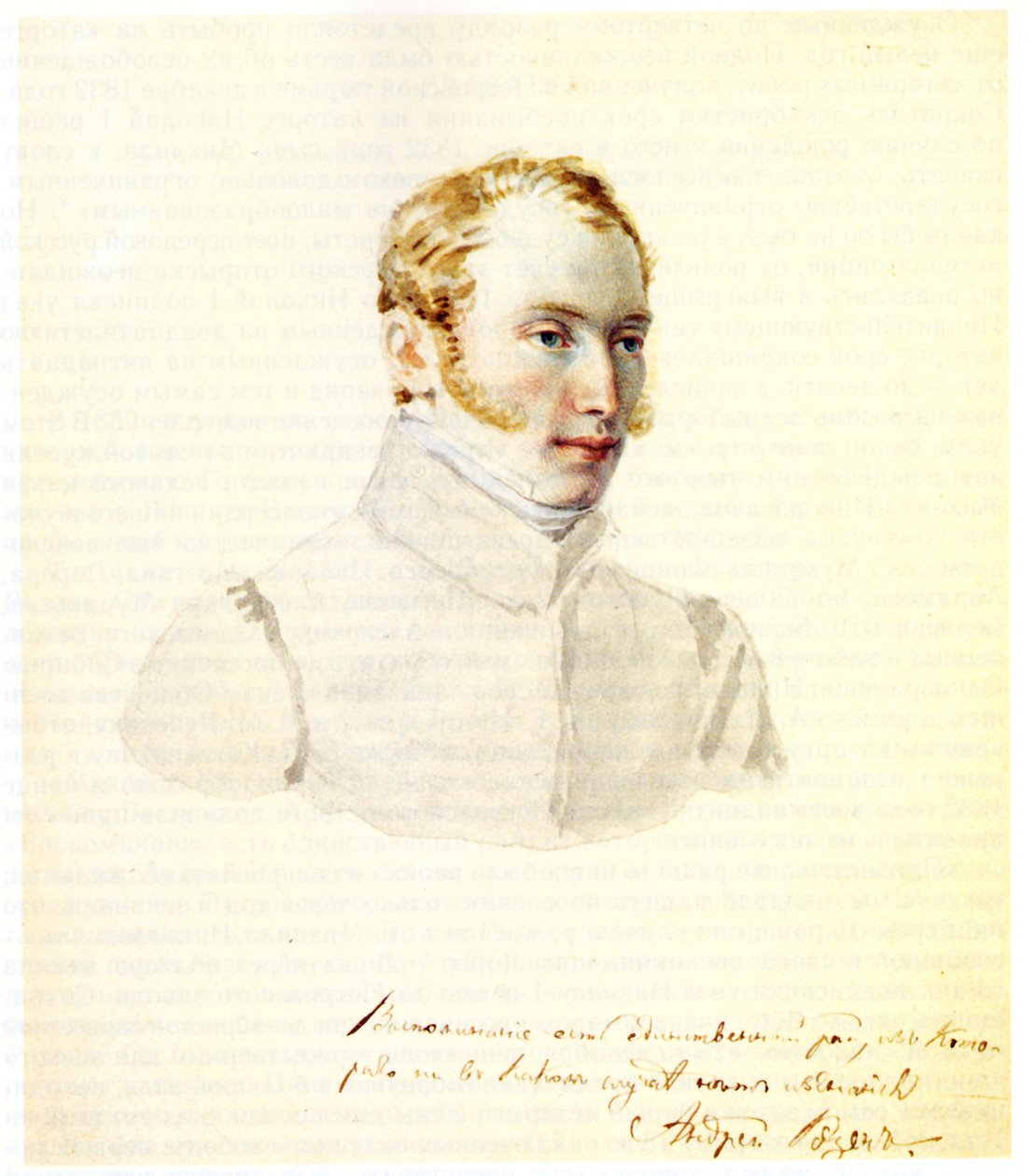
Andreas von Rosen's Gefängnisfoto 1832

Andreas entstammte der deutschbaltischen, lutheranischen Adelsfamilie von Rosen.
Der Vater, Gutsbesitzer Baron Eugène Oktave August von Rosen (24. Mai 1759 bis 24. Januar 1834), zuvor am Gerichtshof Reval wirkend, hatte Andreas’ Geburtshaus Mehntack 1796 erbauen lassen. Aus der Ehe Eugènes mit Andreas’ Mutter Baronesse Barbara Helene Staël von Holstein (14. Mai 1768 bis 18. März 1826) waren zehn Kinder hervorgegangen.
Ab 1812 besuchte Andreas die Volksschule in Narva. 1815 trat er in die Sankt Petersburger 1. Kadettenschule für junge Adlige ein, absolvierte diese als Fähnrich und diente ab 20. April 1818 im Finnländischen Leibgarderegiment. Am 7. August 1823 wurde er dort Leutnant. Seit 1822 war er Adjutant beim Regimentskommandeur Wassili Schenschin.
Andreas von Rosen heiratete am 19. April 1825 Anna Wassiljewna. Zwar gehörte er der dekabristischen Geheimgesellschaft nicht an, war jedoch beim Aufstand am 14. Dezember 1825 auf dem Sankt Petersburger Senatsplatz mit seinem 1. Zug der finnländischen Gardejäger vor Ort. Der Aufstand scheiterte, weil – nach Andreas von Rosens Erleben – kein Anführer die Unternehmung leitete. Tags darauf wurde Andreas von Rosen arretiert und am 5. Januar 1826 in die Peter-und-Paul-Festung eingekerkert. Am 10. Juli wurde er zu zehn Jahren Zwangsarbeit verurteilt. Die Strafe wurde am 22. August auf sechs Jahre reduziert. Am 5. Februar 1827 wurde er nach Sibirien verschickt und kam am 22. März im Ostrog Tschita an. Im Sommer 1830 musste er in die Katorga Peter-Hütte marschieren. Aus diesem Zuchthaus wurde er am 11. Juli 1832 entlassen und  im Gouvernement Tobolsk in Kurgan zwangsangesiedelt.

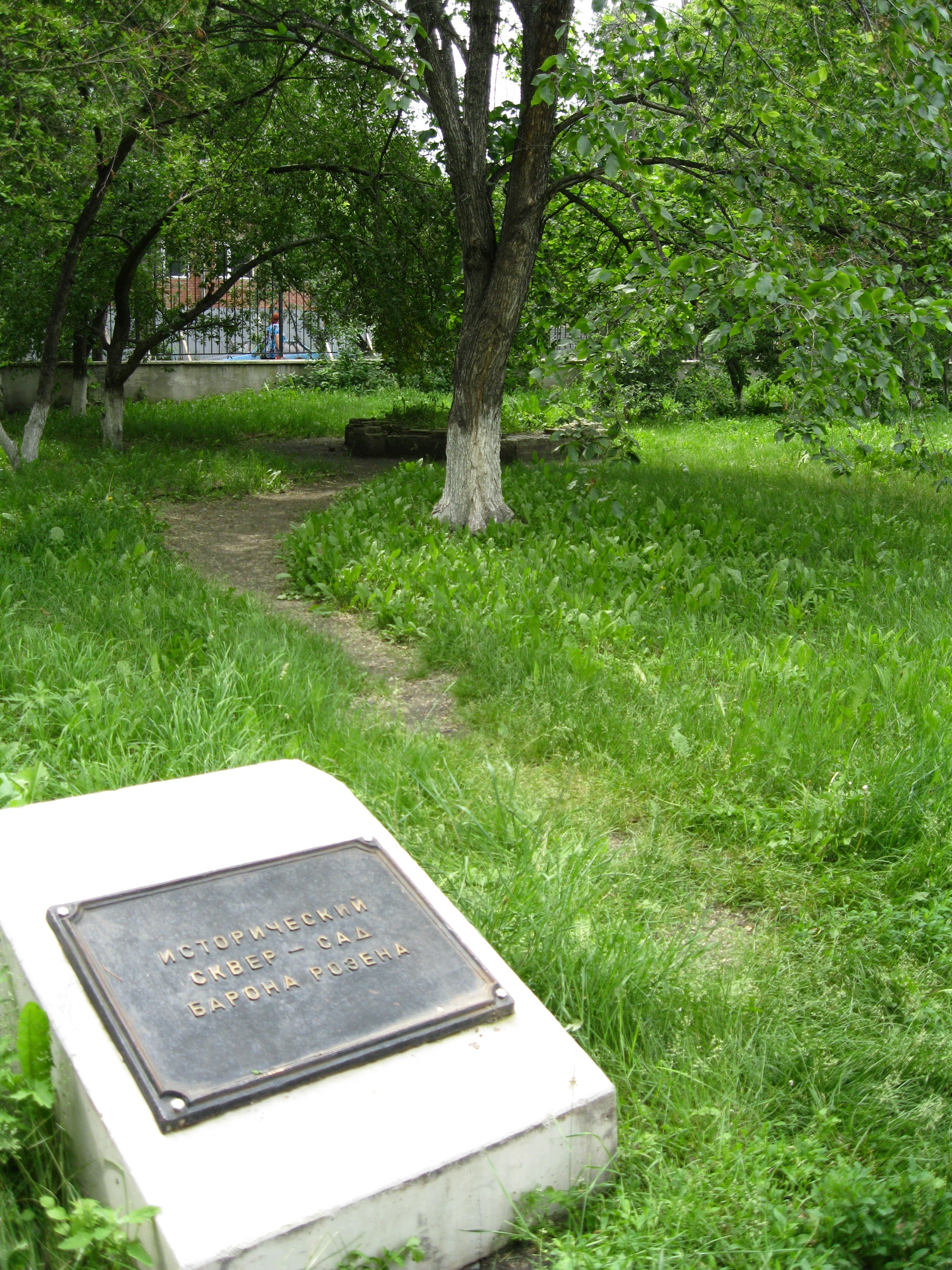
Garten der Familie von Rosen in Kurgan, Sowetskaja Straße 67

Am 19. September kam er mit seiner Frau und den Söhnen Kondrati (* 5. September 1831) und Wassili (* 29. August 1832) in der Stadt an. Das Paar kaufte ein Haus mit Obstgarten und befasste sich mit Gartenbau. 1837 besuchte der Zarewitsch Alexander (ab 1855: Alexander II.) mit Wassili Schukowski im Gefolge die Familie von Rosen in ihrem Kurganer Haus. Im selben Jahr musste sich Andreas von Rosen ab dem 10. November im 16. Mingrelischen Grenadierregiment Tiflis im Kaukasuskrieg bewähren. Im Januar 1838 wurde er in das 3. Kaukasische Linienbataillon Pjatigorsk überstellt. Am 14. Januar 1839 wurde er krankheitshalber aus dem Militärdienst entlassen und durfte in der alten estländischen Heimat – bei seinem Bruder in der Nähe von Narva – unter Polizeiaufsicht wohnen. Andreas von Rosen beschließt mit dem Bericht zu dieser „Rückkehr in die Kulturwelt“ seine Erinnerungen.
1855 durfte er zu seinem ältesten Sohn Eugène (* 19. Juni 1826) in den Landkreis Isjum ins Gouvernement Charkow umziehen. Andreas von Rosen gründete dort eine Bauernbank und eine landwirtschaftliche Schule, auf der er selbst lehrte. Mit der Amnestie vom 26. August 1856 setzte ihn Alexander II. in seine alten Rechte wieder ein. Nach 1861 wirkte er auf dem Gut Okino als  Mirowoi posrednik – auf Deutsch, er schlichtete Streitfälle zwischen Grundbesitzer und Bauern.

## Werke

### Erinnerungen
Seine Lebenserinnerungen Aus den Memoiren eines russischen Dekabristen, die – wie oben angedeutet – bis ins Jahr 1839 reichen und 1869 in Leipzig in deutscher Sprache erschienen, hatte der Deutsche Andreas von Rosen in der Fremdsprache Russisch niedergeschrieben. Im selben Jahr erschien eine Übertragung ins Englische. Die Sankt Petersburger Ausgabe 1870 wurde von der russischen Zensur verboten. Es wurde nur der Abdruck ausgewählter Teile des Textes gestattet. Obwohl in den 1860er Jahren von Nikolai Nekrassow, Leo Tolstoi und Nikolai Leskow stark beachtet, fehlte es seinerzeit – vor allem aus den Reihen überlebender Dekabristen – nicht an kritischen Wortmeldungen zur Textaussage.
Erst 1984 erschien das vollständige russischsprachige Werk in Irkutsk.

### Andere Arbeiten
- Ab 1870 in Russkaja Starina
  - Поправки к Запискам М. А. Бестужева (Ergänzungen zu den Erinnerungen Michail Alexandrowitsch Bestuschews)
  - Стихотворения П. Бобрищева-Пушкина (Gedichte Pawel Bobrischtschew-Puschkins)
  - Ник. Ник. Раевский (Nikolai Nikolajewitsch Rajewski)
  - Иван Александрович Анненков (Iwan Alexandrowitsch Annenkow)
  - П. Фаленберг, рассказ из эпохи 1826 года (Pjotr Iwanowitsch Falenberg, Erzählung aus dem Jahr 1826 und danach)
  - M. H. Муравьев и его участие в тайном обществе (Michail Nikolajewitsch Murawjow-Wilenski und seine Teilnahme an der Geheimen Gesellschaft)
  - Декабристы на Кавказе (Dekabristen im Kaukasus)
  - П. И. Пестель (Pawel Iwanowitsch Pestel)
- Skizze zu einer Familien-Geschichte der Freiherren und Grafen von Rosen 992–1876. Röttger &, Schneider, Sankt Petersburg 1876. Digitalisat[19]
- Herausgabe einer Sammlung: Gedichte von Alexander Odojewski

## Kinder
Eugène,  Kondrati, Wassili, Wladimir, Anna.